# Balesta (França)
Balesta (em occitano:  Belestar) é uma comuna francesa na região administrativa da Occitânia, no departamento do Alto Garona. Estende-se por uma área de 7.16 km², com 143 habitantes, segundo o censo de 2018, com uma densidade de 20 hab/km².